# Eilenriedehalle

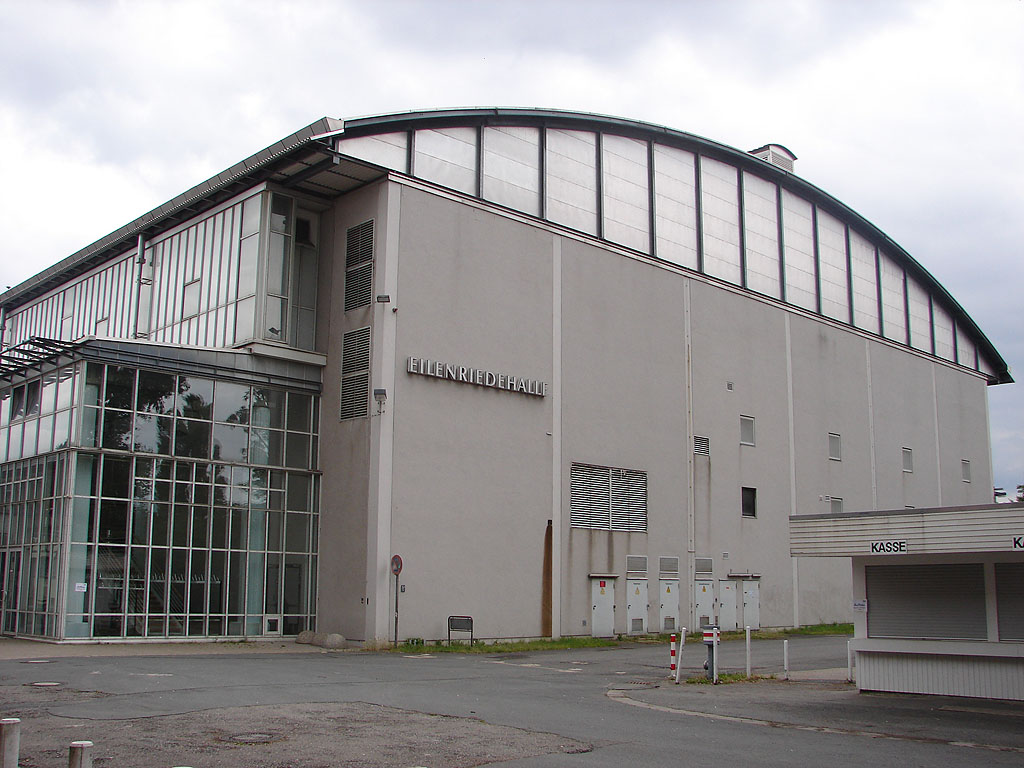
Eilenriedehalle

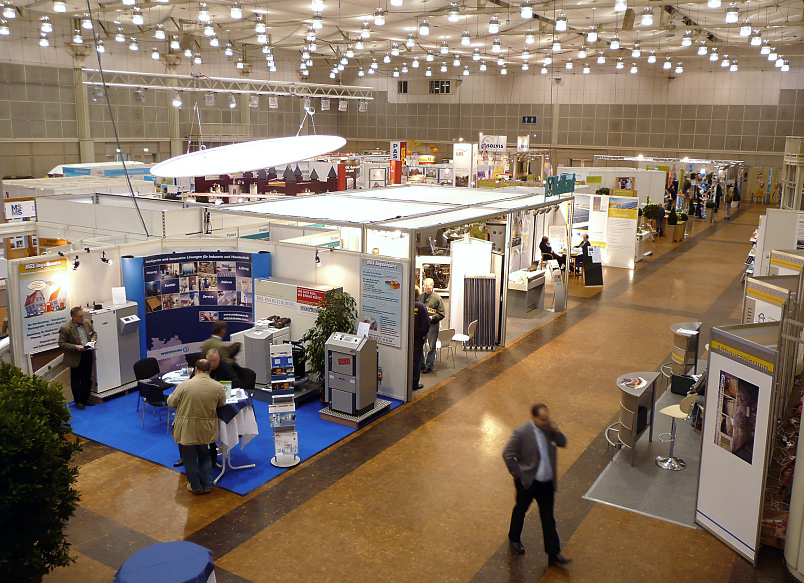
Die Halle innen während einer Messe

Die Eilenriedehalle ist eine Veranstaltungshalle in Hannover im Stadtteil Zoo in unmittelbarer Nähe des Stadtparks Hannover und der Eilenriede. Die Halle gehört zum Hannover Congress Centrum (HCC) und wurde 1975 errichtet.

## Beschreibung
Die Eilenriedehalle ist die größte Halle des HCC mit einer Größe von insgesamt 4632 m². Ihre Gesamtlänge, unterteilt in Eilenriedehalle A und den Anbau Eilenriedehalle B, beträgt etwa 80 × 25 m. Die Breite beider Teile beträgt rund 44 m, die Höhe von Teil A etwa 9 m und von Teil B 10 m. Die Eilenriedehalle kann für Veranstaltungen zwischen 1760 (Bankett) und 4034 (Reihenbestuhlung) Besuchern genutzt werden. Ohne Bestuhlung kann die Eilenriedehalle Veranstaltungen mit bis zu 7500 Besuchern aufnehmen.

## Veranstaltungen
Vor der Eröffnung der TUI-Arena (damals als Preussag-Arena) im Jahr 2000 war die Eilenriedehalle bevorzugter Veranstaltungsort von Großveranstaltungen aller Art in Hannover. Auch Konzerte zahlreicher international bekannter Künstler fanden hier statt. Unter anderem traten in der Halle Status Quo, Scorpions, Johnny Cash, ABBA, AC/DC, Bon Jovi, The Cure, Die Toten Hosen, David Hasselhoff, Iron Maiden, Meat Loaf, Mike Oldfield, Rainbow, Lou Reed, Saga, Styx und Whitesnake auf.
Früher wurden auch Fernsehproduktionen wie Wetten, dass..?, Nase vorn, Einer wird gewinnen oder Musik ist Trumpf live aus der Halle übertragen.
In der Eilenriedehalle fand am 11. und 12. August 1990 der Vereinigungsparteitag der FDP mit dem Bund Freier Demokraten, der Deutschen Forumpartei und der F.D.P. der DDR statt.
Heute wird die Eilenriedehalle vor allem für kleinere Messen genutzt.